# Herb Ciechanowa
Herb Ciechanowa – jeden z symboli miasta Ciechanów w postaci herbu.

## Wygląd i symbolika
Herb przedstawia w polu błękitnym sylwetkę świętego Piotra od pasa w górę, w szacie srebrnej, ze złotym nimbem, trzymającego w prawicy takiż klucz w skos.

## Historia
Najstarsza pieczęć Ciechanowa pochodzi z roku 1482. Pierwszy wyraźny herb znajduje się na pieczęci z 1533 roku, w polu pieczęci widnieje postać św. Piotra trzymającego klucz w lewej ręce. Na pieczęci z 1678 Piotr Apostoł trzyma klucz na prawym ramieniu, zębem do góry. Wizerunek św. Piotra został obrany za herb Ciechanowa, ponieważ miasto otrzymało przywilej lokacyjny od księcia Janusza I w święto św. Piotra, w 1400 roku.
Godło herbu Ciechanowa zostało wykorzystane do skomponowania herbu powiatu ciechanowskiego.